# Геологія Об'єднаних Арабських Еміратів
Геологічна будова Об'єднаних Арабських Еміратів.

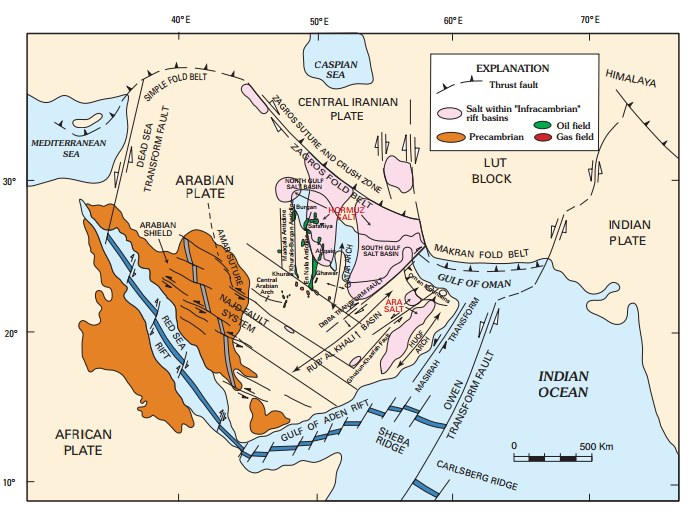
Аравійська плита, що показує загальні тектонічні та структурні особливості, інфракамбрійські рифтові сольові басейни, нафтогазові поля Центральної Аравії та Північної затоки

ОАЕ розташовані у западині Руб-ель-Халі на південно-східному зануренні Аравійської платформи. Загальна потужність осадових порід, розвинених в межах западини, становить 6-7 км.
Верхня частина цього шару представлена відкладами пермі, мезозою і палеогену. Переважають морські карбонатні утворення з прошарками лагунних галогенних і прибережно-морських теригенних порід.
Будова мезозойських відкладів ускладнена пологими брахіантиклінальними і куполовидними структурами, що групуються в зони регіональних валоподібних піднять.
Для південно-східних районів характерний розвиток соляної тектоніки.
На крайньому північному сході (Ель-Фуджайра) розташовані відроги гірської складчастої споруди Оману, в межах якої розвинені потужні комплекси офіолітів.